# 白樺会
白樺会（しらかばかい）は、創価学会員で看護師免許の所持者が所属している職業別の人材グループである。
白樺グループとも呼ばれる。

## 概要
白樺会は、創価学会員で看護師免許の所持者により構成されており、創価学会の理念や歴史を学び、それらを地域や社会に広げるためにボランティアで活動している。
創価学会の会館で大きな規模の会合が開催される時に、怪我人や急病人の発生に備えて「救護班」として待機している。会館にはAED（除細動器）も備えられている。